# Iwan Gałanin
Iwan Wasiljewicz Gałanin, ros. Иван Васильевич Галанин (ur. 13 lipca?/25 lipca 1899 w Pokrowce, zm. 12 listopada 1958 w Moskwie) – radziecki wojskowy, gwardii generał porucznik.

## Życiorys
Urodził się we wsi Pokrowka (obwód niżnonowogrodzki). 
W 1919 roku wstąpił do Armii Czerwonej. Walczył w wojnie domowej jako szeregowy na Froncie Wschodnim. Następnie został skierowany do 1 Wojskowej Szkoły im. WCIK w Moskwie. W 1921 roku jako dowódca oddziału kursantów szkoły wziął udział w tłumieniu powstania w Kronsztadzie.
Po ukończeniu szkoły w 1923 roku, był tam dowódcą plutonu i kompanii kursantów, a następnie został dowódcą kompanii w dowództwie ochrony Moskiewskiego Kremla. W 1931 roku ukończył kurs doskonalący dowódców Armii Czerwonej „Wystriał”, a następnie studiował na Akademii Wojskowej im. Frunzego, którą ukończył w 1936 roku. Po jej ukończeniu był kolejno: pomocnikiem szefa wydziału, naczelnikiem oddziału i zastępcą szefa sztabu Zabajkalskiego Okręgu Wojskowego. W sierpniu 1938 roku został dowódcą 57 Dywizji Strzeleckiej, jako jej dowódca latem 1939 roku wziął udział w bitwie nad Chałchin-Goł. W czerwcu 1939 roku został dowódcą 17 Korpusu Strzeleckiego w Kijowskim Specjalnym Okręgu Wojskowym. Na czele tego korpusu wziął udział w agresji ZSRR na Polskę we wrześniu 1939 roku, uczestnicząc w zajęciu zachodniej Ukrainy. 
W chwili ataku Niemiec na ZSRR pozostawał na stanowisku dowódcy 17 Korpusu Strzeleckiego, który wszedł w skład 18 Armii, wziął udział w walkach na prawobrzeżnej Ukrainie. W czasie tych walk korpus znalazł się w okrążeniu, lecz przebił się przez linię frontu i dalej uczestniczył w walkach obronnych na lewobrzeżnej Ukrainie. W sierpniu 1941 roku został dowódcą 12 Armii, której dowództwo odtworzono z dowództwa 17 Korpusu Strzeleckiego. Na czele tej armii uczestniczył w donbasko-rostowskiej operacji obronnej Frontu Południowego. 
W listopadzie 1941 roku został dowódcą 59 Armii, która weszła w skład Frontu Wołchowskiego. W składzie tego frontu uczestniczyła w końcowej fazie operacji tichwińskiej mającej na celu przełamanie blokady Leningradu. 
W kwietniu 1942 roku został dowódcą grupy armijnej 16 Armii Frontu Zachodniego, a w czerwcu został zastępcą dowódcy 33 Armii, potem od sierpnia 1942 roku zastępcą dowódcy Frontu Woroneskiego. 
W październiku 1942 roku został dowódcą 24 Armii Frontu Dońskiego, na czele której wziął udział w bitwie stalingradzkiej, za co został odznaczony orderem Kutuzowa. W końcu stycznia 1943 roku armia została wycofana do rezerwy w celu uzupełnienia i przemianowana w 4 Gwardyjską Armię. 
W kwietniu 1943 roku został mianowany dowódcą 70 Armii, która w składzie Frontu Centralnego wzięła udział w operacji obronnej w czasie bitwy na łuku kurskim, a następnie uczestniczyła w ofensywnej operacji orłowskiej. Po zakończeniu tej operacji armia została przeniesiona do rezerwy Sztabu Generalnego. 
We wrześniu 1943 roku został ponownie dowódcą 4 Gwardyjskiej Armii, wchodzącej kolejno w skład Frontu Woroneskiego, następnie Stepowego i 2 Ukraińskiego. W tym czasie armia uczestniczyła operacji biełgorodzko-charkowskiej i bitwie o Dniepr. W styczniu 1944 roku uczestniczyła w operacji dnieprowsko-karpackiej.
Na przełomie stycznia i lutego 1944 roku został dowódcą 53 Armii i na jej czele wziął udział w operacji korsuńsko-szewczenkowskiej 2 Frontu Ukraińskiego. W lutym 1944 roku został ponownie dowódcą 4 Gwardyjskiej Armii, którą dowodził w czasie operacji umańsko-botoszańskiej, jasko-kiszyniowskiej i budapeszteńskiej. Armią tą dowodził do listopada 1944 rok. Następnie był w dyspozycji Naczelnego Dowództwa. 
Po zakończeniu wojny w listopadzie 1945 roku został zastępcą dowódcy 7 Korpusu Strzeleckiego, wchodzącego w skład Grupy Okupacyjnej Wojsk Radzieckich w Niemczech. We wrześniu 1946 roku został przeniesiony do rezerwy.
Po przeniesieniu do rezerwy zamieszkał w Moskwie, gdzie zmarł. Pochowany został na Cmentarzu Wwiedieńskim.

## Awanse
- kombrig (Комбриг) (4.11.1939) (rozkaz nr 04585)
- generał major (генерал-майор) (4.06.1940) (rozkaz nr 945)
- generał porucznik (генерал-лейтенант) (27.01.1943) (rozkaz nr 107)

## Odznaczenia
- Order Lenina (dwukrotnie – 13.09.1944[1], 21.02.1945[2])
- Order Czerwonego Sztandaru (dwukrotnie – 1939, 3.11.1944[3]
- Order Kutuzowa kl. I (dwukrotnie – (28.01.1943[4], 27.08.1943[5])
- Order Bohdana Chmielnickiego kl. I (19.01.1944[6])
- Order Wojskowy Czerwonego Sztandaru (Mongolia) (1939)
- Medal „Za obronę Moskwy” (1.05.1944)[7]
- Medal „Za obronę Leningradu”[8]
- Medal „Za obronę Stalingradu”[8]
- Medal „Za zwycięstwo nad Niemcami w Wielkiej Wojnie Ojczyźnianej 1941–1945”[8]
- Medal jubileuszowy „XX lat Robotniczo-Chłopskiej Armii Czerwonej”